# Vincenzo Sinagra
Vincenzo Sinagra (Palermo, 1º gennaio 1956) è un mafioso e collaboratore di giustizia italiano.
Fu uno dei collaboratori di giustizia protagonisti del primo maxiprocesso a Cosa nostra e fu fra i primi a raccontare agli investigatori gli orrori compiuti dalla Famiglia di Corso dei Mille guidata dal sanguinario Filippo Marchese.

## Biografia
Sinagra all'inizio della sua carriera criminale non era un mafioso ma soltanto un criminale comune dedito alle rapine: nel 1981 commise l'errore di derubare un membro della potente famiglia di Corso dei Mille e, sebbene ciò avrebbe normalmente significato una morte certa, venne risparmiato poiché aveva un cugino affiliato alla medesima famiglia (l'omonimo Vincenzo Sinagra, soprannominato "Tempesta" per il suo carattere violento), a condizione però di diventare un tirapiedi per conto del cugino e dei suoi accoliti.
Durante la seconda guerra di mafia dei primi anni '80, Sinagra lavorò alle dirette dipendenze di Filippo Marchese, lo spietato boss mafioso che lo utilizzò per vari compiti, come tenere i piedi delle vittime mentre le strangolava ed aiutarlo a smaltire i corpi. Sinagra portava a casa 600 mila lire al mese per il suo orribile "lavoro", aspettando agli angoli delle strade del rione la chiamata per il suo prossimo incarico.
L'11 agosto 1982 fu mandato ad eseguire il suo primo omicidio su commissione nei confronti del rapinatore Diego Di Fatta ("colpevole" di aver scippato una donna protetta dal clan Marchese) ma compì un errore: la sua pistola si inceppò e così il suo complice, suo cugino, dovette sparare alla vittima. Sinagra abbandonò l'arma nell'auto in fuga, che venne però ritrovata dalla polizia nel corso dell'arresto.
In prigione, Sinagra simulò la pazzia per evitare la condanna ma venne colpito da una specie di esaurimento nervoso, distrutto dal senso di colpa per aver preso parte a molti efferati omicidi. Alla fine, nel 1983 decise di collaborare con la giustizia e fornì molte informazioni al giudice istruttore Paolo Borsellino, che stava indagando da alcuni anni sul clan di Marchese, e al sostituto procuratore Domenico Signorino. Sinagra condusse la polizia fino alla cosiddetta Camera della Morte, un piccolo appartamento abbandonato situato in Piazza Sant'Erasmo, dove Marchese portava le sue vittime per torturarle ed ucciderle e furono infatti ritrovate al suo interno diverse corde macchiate di sangue, varie armi e una vasca in cui i corpi venivano sciolti nell'acido. Le accuse di Sinagra si rivelarono inoltre fondamentali per incastrare gli assassini del medico legale Paolo Giaccone, ucciso perché aveva rifiutato di modificare una perizia che incriminava il nipote di Marchese, Giuseppe, feroce killer.
Sinagra testimoniò al primo maxiprocesso contro Cosa Nostra del 1986-1987, insieme ad altri collaboratori di giustizia come Tommaso Buscetta, e contribuì a far condannare all'ergastolo molti mafiosi, come suo cugino soprannominato "Tempesta".
Nonostante la sua collaborazione, al termine del maxiprocesso, Sinagra è stato condannato a 21 anni di reclusione per la sua partecipazione agli omicidi da lui rivelati.